# 寬果 (安哥拉)
9°8′40″S 18°2′47″E / 9.14444°S 18.04639°E

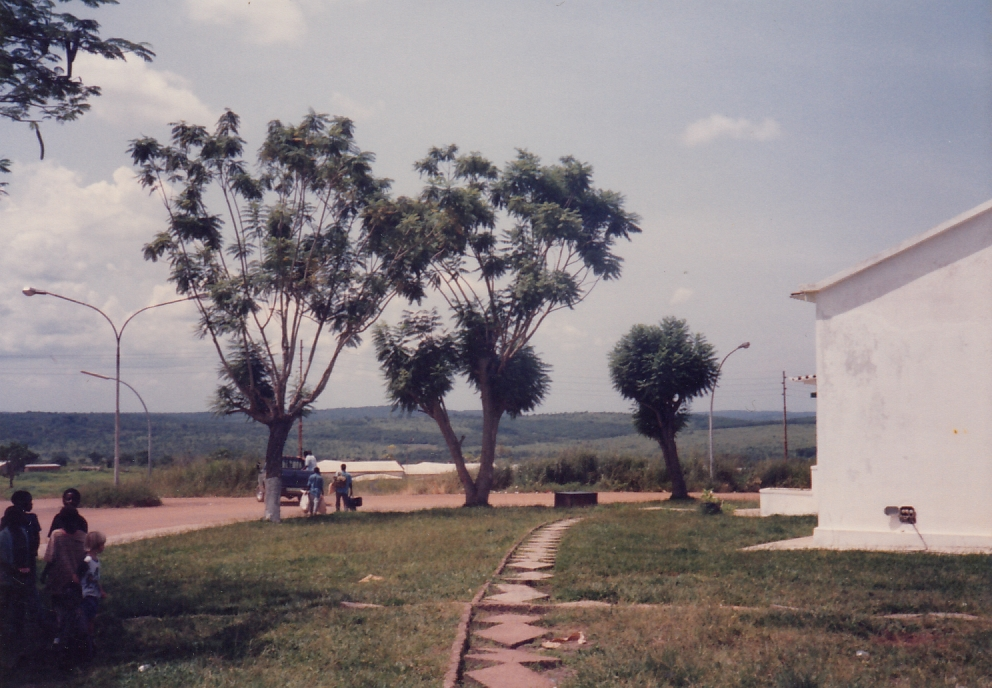
寬果

寬果（Cuango, Angola），是安哥拉的城鎮，位於該國東北部，由北倫達省負責管轄，北鄰剛果民主共和國，主要農產品有木薯粉，2006年該城鎮人口約64,000。